# Brookhaven (Nova York)
Brookhaven és una població dels Estats Units a l'estat de Nova York. Segons el cens del 2004 tenia 472.425 habitants.

## Demografia
Segons el cens del 2000, Brookhaven tenia 448.248 habitants, 146.828 habitatges, i 112.910 famílies. La densitat de població era de 667,5 habitants/km².
Dels 146.828 habitatges en un 38,9% hi vivien nens de menys de 18 anys, en un 62,3% hi vivien parelles casades, en un 10,6% dones solteres, i en un 23,1% no eren unitats familiars. En el 17,9% dels habitatges hi vivien persones soles el 7,2% de les quals corresponia a persones de 65 anys o més que vivien soles. El nombre mitjà de persones vivint en cada habitatge era de 2,97 i el nombre mitjà de persones que vivien en cada família era de 3,37.
Per edats la població es repartia de la següent manera: un 26,7% tenia menys de 18 anys, un 8,9% entre 18 i 24, un 31,5% entre 25 i 44, un 22,7% de 45 a 60 i un 10,1% 65 anys o més.
L'edat mediana era de 35 anys. Per cada 100 dones de 18 o més anys hi havia 93,8 homes.
La renda mediana per habitatge era de 62.475 $ i la renda mediana per família de 69.358 $. Els homes tenien una renda mediana de 48.601 $ mentre que les dones 32.157 $. La renda per capita de la població era de 24.191 $. Entorn del 3,9% de les famílies i el 5,9% de la població estaven per davall del llindar de pobresa.